# Cầu Seohae
Cầu Seohae là cầu dây văng nối Pyeongtaek và Dangjin, Hàn Quốc. Công trình xây dựng cầu bắt đầu vào năm 1993 và hoàn thành vào năm 2000 với chi phí 677.7 tỉ won. Trong quá trình xây dựng một đầu tiếp nối với phía nam đã bị sụp vào 5 tháng 8 năm 1999. Cây cầu mở cửa vào 9 tháng 11 năm 2000.